# سازا، ناگاساکی
سازا، ناگاساکی (به لاتین: Saza, Nagasaki) یک منطقهٔ مسکونی در ژاپن است که در استان ناگاساکی واقع شده‌است. سازا ۱۳٬۶۲۴ نفر جمعیت دارد.